# La guerra dei robot
La guerra dei robot è un film fantascientifico del 1978 scritto e diretto da Alfonso Brescia con lo pseudonimo di Al Bradley.
È una produzione fantascientifica italiana a basso costo che tentava di inserirsi sulla scia del successo del film Guerre stellari del 1977 di George Lucas.

## Trama
Il professor Carr e la sua assistente vengono sequestrati dagli uomini di Angus. Dalla base spaziale terrestre Sirius, minacciata da distruzione se non si disattiva il reattore atomico, viene spedita alla loro ricerca Trissa Crew con il comandante, John Boyd.

## Produzione
La produzione italiana per motivi commerciali doveva passare per statunitense, pertanto tutto il cast utilizzò pseudonimi anglosassoni.

## Distribuzione
Negli Stati Uniti il film fu distribuito nelle sale col titolo War of the Robots; in seguito è stato commercializzato in DVD con titolo Reactor. La pellicola è entrata nel pubblico dominio negli Stati Uniti.

## Curiosità
Il regista Alfonso Brescia ha dedicato al tema dello spazio tre pellicole:
- Anno zero - Guerra nello spazio (1977)
- La guerra dei robot (1978)
- Cosmo 2000 - Battaglie negli spazi stellari (1978)

## Critica
Fantafilm scrive che il film è stato definito un «eclatante esempio di "scifi trash"» e che «è sviluppato su dialoghi involontariamente esilaranti [...] ] Alfonso Brescia prosegue l'ambizioso progetto di un'epica fantascientifica all'italiana, ma la storia sembra una confusa rimasticatura di idee prese in prestito dal vecchio serial del 1936 Flash Gordon e da Guerre stellari il cui eccezionale successo al botteghino costituisce, in effetti, la motivazione principale dell'arduo tentativo.»